# Royal Cinema
A Valsa Royal Cinema é uma célebre valsa composta em 1913 por Antônio Pedro Dantas (1871–1940), o Tonheca Dantas, compositor e maestro autodidata de grande importância no Rio Grande do Norte. A peça foi especialmente encomendada para as sessões inaugurais do Royal Cinema na cidade de Natal, estabelecendo uma forte ligação com o universo cinematográfico local desde sua origem. Descrita como tendo um estilo "seridoense", a valsa ganhou letra em 1922 por Bezerra Júnior e alcançou notoriedade internacional ao ser tocada frequentemente pela BBC Radio durante a Segunda Guerra Mundial, embora creditada a "autor desconhecido". É considerada uma das obras mais importantes de Dantas e parte do patrimônio cultural potiguar.

## Biografia de Tonheca Dantas
Antônio Pedro Dantas (Carnaúba dos Dantas, 13 de junho de 1871 — Natal, 7 de fevereiro de 1940) foi um expoente da música popular brasileira que floresceu fora dos círculos acadêmicos formais. Aprendeu os fundamentos teóricos com seu irmão, José Venâncio, e tornou-se um multi-instrumentista autodidata, dominando flauta, trompete, saxofone, clarinete e também violão.
Sua carreira incluiu a regência de bandas importantes, como a da Polícia Militar em Natal (1898-1901 e após 1911), a do Corpo de Bombeiros em Belém (a partir de 1903), e bandas em Alagoa Grande e Alagoa Nova (Paraíba, 1910). Retornando a Natal em 1911, além da banda militar, dedicou-se ao ensino e ao acompanhamento musical de filmes mudos.
Compositor prolífico, com mais de mil obras estimadas, deixou um vasto repertório que inclui valsas (a maior parte), maxixes, dobrados, hinos, xotes e polcas. Sua importância é reconhecida localmente, como evidenciado pela homenagem no Teatro Alberto Maranhão (Sala Tonheca Dantas) e pela reedição de sua biografia em 2021.

## Origem, Composição e História

### O "Royal Cinema" de Natal
A valsa foi composta em 1913, especificamente como encomenda para as sessões inaugurais do Royal Cinema, um novo centro de entretenimento que surgia em Natal no início do século XX. A iniciativa do cinema em comissionar uma peça musical demonstra o reconhecimento do papel da música na experiência cinematográfica da época.
A identificação exata do "Royal Cinema" permanece um ponto de investigação. Fontes o descrevem como um "elegante salão de exibições", sugerindo um espaço multifuncional. Considerando os locais proeminentes da época em Natal, o Teatro Carlos Gomes (que também funcionava como cinema) é um candidato a ter sido o local, talvez conhecido popularmente por "Royal Cinema" ou abrigando um salão com esse nome.
| Nome do Local             | Tipo                               | Período de Operação (Relevante) | Notas / Potencial Ligação                                                |
| ------------------------- | ---------------------------------- | ------------------------------- | ------------------------------------------------------------------------ |
| Teatro Carlos Gomes       | Cinema / Teatro / Salão de Eventos | Antes e durante 1913            | Principal centro cultural da elite, multifuncional. Candidato plausível. |
| "Royal Cinema" (descrito) | Salão de Exibições / Cinema        | 1913 (inauguração)              | Descrito como "elegante salão de exibições". Nome da encomenda.          |

### Letra e Popularidade Inicial
Em 1922, a melodia recebeu letra do poeta potiguar Bezerra Júnior, um indicativo de sua popularidade instrumental prévia. Durante a Segunda Guerra Mundial, a valsa tornou-se apreciada pelos militares americanos estacionados em Natal, o que pode ter auxiliado em sua difusão para além das fronteiras brasileiras.

### Transmissão pela BBC
A valsa ganhou projeção internacional inesperada ao ser executada frequentemente pela orquestra da BBC Radio em Londres durante a Segunda Guerra Mundial. Essa exposição, embora significativa, ocorreu sob a rubrica de "autor desconhecido", levantando questões sobre o reconhecimento de artistas não europeus na época. O contexto do Serviço Latino-Americano da BBC, voltado para propaganda cultural durante a guerra, pode explicar o interesse em transmitir música brasileira, mesmo com informações de autoria incompletas.

## Menções por Figuras Notáveis
Uma menção significativa vem de Djalma Maranhão, ex-prefeito de Natal, que se referia a Tonheca Dantas como o "Strauss de Papa-Jerimum". Essa comparação com Johann Strauss II, o "Rei da Valsa", feita por uma figura política local proeminente, demonstra o alto reconhecimento do compositor em sua comunidade. Fora essa comparação, as fontes consultadas não registraram outras menções explícitas à valsa por outras personalidades famosas da música ou da crítica.

## Descrição e Análise Musical
A "Valsa Royal Cinema" segue a forma da valsa, caracterizada pelo compasso ternário (3/4) com acento no primeiro tempo, melodia fluida e memorável, e acompanhamento harmônico que frequentemente segue o ritmo característico da valsa.
A instrumentação original destinava-se provavelmente a banda filarmônica, incluindo sopros (madeiras e metais) e percussão, condizente com a prática de Tonheca Dantas como mestre de bandas.
Um aspecto distintivo apontado é o seu estilo "seridoense" sem influências externas, sugerindo que, apesar de adotar uma forma europeia (a valsa), a composição incorpora elementos da identidade musical da região do Seridó, conferindo-lhe uma sonoridade particular e brasileira.

## Impacto Cultural e Legado
A "Valsa Royal Cinema" é considerada um marco no patrimônio musical do Rio Grande do Norte, intrinsecamente ligada à vida cultural de Natal desde sua estreia em 1913. Sua trajetória inclui popularidade local, alcance internacional via BBC durante a guerra, e uma presença contínua no repertório de bandas no Brasil.

### Reconhecimento e Celebrações
Diversos marcos celebram a importância da valsa e de seu compositor:
| Ano            | Evento / Reconhecimento                                                       | Referência(s) |
| -------------- | ----------------------------------------------------------------------------- | ------------- |
| 1913           | Composição e estreia para o Royal Cinema em Natal                             | ,             |
| Década de 1940 | Execução frequente pela Rádio BBC (Londres)                                   | ,             |
| 1983           | Lançamento do LP "Tonheca Dantas – Royal Cinema" (Projeto Memória/UFRN)       | [ 4 ]         |
| 2013           | Celebração do Centenário da Valsa                                             | ,             |
| 2021           | Reedição da biografia "A Desfolhar Saudades" (150º aniversário do compositor) | ,             |

### Gravações Notáveis
A valsa foi registrada por diversos artistas e conjuntos ao longo do tempo, conforme documentado principalmente pelo Dicionário Cravo Albin:
- Banda de Música do 14º Regimento de Infantaria da Paraíba.
- Ivanildo do Sax de Ouro (LP, 1979).
- Zé de Elias.
- Quarteto de Cordas da UFRN.
- Orquestra Sinfônica do Rio Grande do Norte (OSRN).
- Filarmônica 11 de Dezembro (mencionado em evento de 2014).[10]

## Notabilidade
A notabilidade da Valsa Royal Cinema é sustentada por múltiplos fatores verificáveis em fontes confiáveis: é uma obra de Tonheca Dantas, compositor de relevância reconhecida; possui um contexto histórico de criação singular, ligado à inauguração de um cinema em Natal; teve documentada transmissão internacional pela BBC Radio durante um período histórico significativo (Segunda Guerra Mundial); existem múltiplas gravações realizadas por diferentes artistas e conjuntos ao longo de décadas; e seu valor cultural é reconhecido através de publicações acadêmicas/culturais (como o LP da UFRN de 1983 e a reedição da biografia do compositor em 2021) e celebrações (como o centenário em 2013). A obra atende aos critérios de notoriedade para composições musicais, conforme estabelecido pelas diretrizes da Wikipédia.

## Ligações Externas
- Verbete de Tonheca Dantas no Dicionário Cravo Albin da Música Popular Brasileira
- Artigo "Uma valsa de cinema" na Tribuna do Norte (2013)
- Performance da "Valsa Royal Cinema" pela Orquestra Sinfônica do Rio Grande do Norte (OSRN) no YouTube